# Wyczechowo (osada w województwie pomorskim)
Wyczechowo – osada kaszubska w Polsce położona w województwie pomorskim, w powiecie kartuskim, w gminie Somonino.
Położona jest, przy drodze krajowej nr 20 ze Stargardu do Gdyni.
Osada wchodzi w skład sołectwa Wyczechowo.
W latach 1975–1998 miejscowość administracyjnie należała do województwa gdańskiego.